# Библиография Василия Нарежного

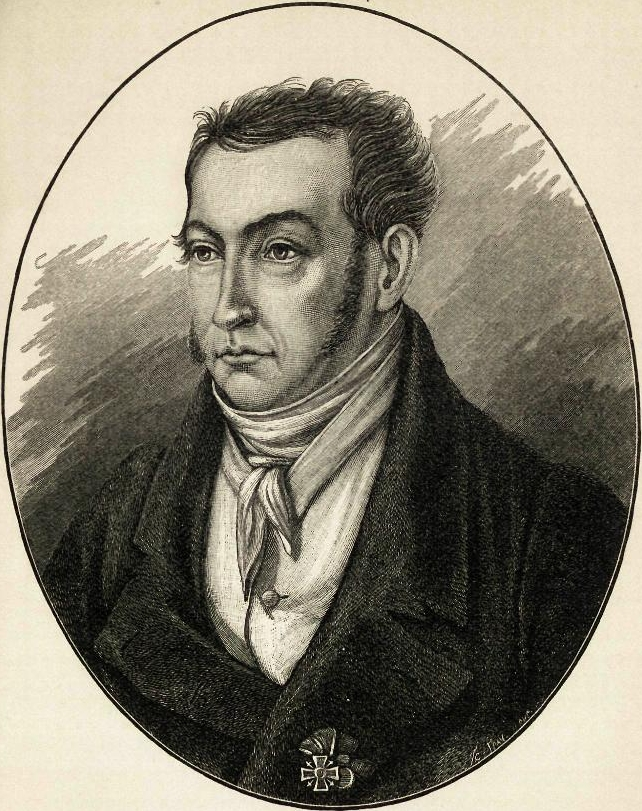
Нарежный, Василий Трофимович

Творческое наследие русского писателя Василия Нарежного (1780—1825) включает ряд романов, повестей, поэтических и драматических произведений. Некоторые из них остаются неизданными и в XXI веке.

## Список произведений

### Поэзия
- Брега Алты (поэма)[1][2].
- Освобождённая Москва (поэма)[3][2].

### Драматургия
- Кровавая ночь, или Конечное падение дома Кадмова (трагедия)[2].
- Димитрий Самозванец (трагедия в прозе, написана в 1800, опубликована в 1804 году)[4][2].
- Мёртвый замок (трагедия, написана в 1801 году, осталась неопубликованной; её рукопись найдена в архиве Исторического музея)[2].
- Святополк (трагедия в стихах, написана не позже 1806 года, запрещена цензурой, осталась неопубликованной)[2].
- Елена (трагедия, написана до 1812 года, осталась неопубликованной)[2].
- Светлосан (трагедия, написана до 1812 года, осталась неопубликованной)[2].

### Проза
- Рогвольд (рассказ, опубликован в 1798 году в журнале «Приятное и полезное препровождение времени»)[3].
- Мстящие евреи (рассказ)[3].
- Римская ревность (рассказ)[3].
- Славенские вечера[5]:
  - Кий и Дулеб (1809);
  - Славен (1809);
  - Рогдай (1809);
  - Велесил (1809);
  - Громобой (1809);
  - Ирена (1809);
  - Мирослав (1809);
  - Михаил (1809);
  - Георгий и Елена (повесть, опубликована в 1810 году в журнале «Цветник», в 1824 году включена в состав «Славенских вечеров»)[6].
  - Анастасия (повесть, опубликована в 1810 году в журнале «Цветник», в 1824 году включена в состав «Славенских вечеров»)[6].
  - Любослав (1818, «Соревнователь просвещения», в 1826 году включена в состав «Славенских вечеров»)[7];
  - Александр (1818, «Соревнователь просвещения»[7], в 1826 году включена в состав «Славенских вечеров»)[8].
  - Песнь на могиле Игоря (1818, «Соревнователь просвещения», в 1826 году включена в состав «Славенских вечеров» под названием «Игорь»)[8];
- Российский Жилблаз, или Похождения князя Гаврилы Симоновича Чистякова (роман, опубликован в 1814 году)[9][10].
- Аристион, или Перевоспитание (роман, опубликован в 1822 году)[11][12].
- Новые повести (опубликованы в 1824 году)[11]:
  - Мария;
  - Турецкий суд;
  - Невеста под замком;
  - Запорожец;
  - Заморский принц;
  - Богатый бедняк.
- Бурсак, малороссийская повесть (исторический роман, опубликован в 1824)[13][14].
- Два Ивана, или Страсть к тяжбам (роман или повесть, первая публикация в 1825 году)[13][14][15][16].
- Чёрный год, или Горские князья (сатирический роман, опубликован в 1829 году)[17][18].
- Гаркуша, малороссийский разбойник (исторический роман, остался незаконченным, опубликован в 1931 году на украинском, в 1950 на русском языке)[19][20].

## Сборники и собрания сочинений
- Избранные сочинения в 2 томах. Москва: Государственное издательство художественной литературы, 1956.
- Избранное / Сост. и пред. В. А. Грихин, В. Ф Калмыков. Москва: Советская Россия, 1983.
- Сочинения в 2 томах. Москва: Художественная литература, 1983.